# Gaby Cairo
Gabriel Cairo Valdivia (San Martín, 1969), plus connu sous le nom de Gaby Cairo, est un ancien un joueur argentin professionnel de rink hockey, installé en Catalogne, qui a remporté ses plus grands succès sportifs sous le maillot du FC Barcelone et de la sélection argentine.

## Biographie
Après avoir débuté en Argentine, il immigre en Italie en 1987 où il joue pour le club de Seregno.
En 1989, il arrive en Catalogne et joue respectivement une et trois saisons avec le CE Noia et le Reus Deportiu.
Finalement, en 1993, il signe avec le FC Barcelone, club avec lequel il remporte cinq Coupes d'Europe, cinq Supercoupes d'Europe, 8 Ligues espagnoles et 4 Coupes du Roi sur un total de onze saisons.
Avec l'équipe nationale d'Argentine, il remporte un titre olympique en 1992 et deux titres de champion du monde (1995 et 1999).
Après avoir pris sa retraite à la fin de la saison 2003-2004, il est nommé directeur des sections sportives non professionnelles du FC Barcelone.
En juin 2011, Gaby Cairo est nommé entraîneur du FC Barcelone. Il quitte volontairement le club le 5 mars 2013.

## Palmarès

### En équipe nationale
- Médaille d'or aux Jeux olympiques d'été de 1992[1]
- Champion du monde en 1995 et 1999
- Vice-Champion du monde en 1997 et 2001
- Vainqueur de la Coupe des Nations
- Médaille d'or aux jeux mondiaux en 1991
- Médaille d'argent aux jeux mondiaux en 1993

### En club

#### Avec leCE Noia
- Vainqueur de la Coupe Continentale en 1989

#### Avec leReus Deportiu
- Finaliste de la Coupe CERS en 1991

#### Avec leFC Barcelone
- Champion d'Espagne de OK Liga en 1996, 1998, 1999, 2000, 2001, 2002, 2003 et 2004
- Vainqueur de la Coupe Continentale en 1997, 2000, 2001, 2002 et 2003
- Vainqueur de la Coupe Ibérique en 2000, 2001 et 2002
- Vainqueur de la Coupe Intercontinentale en 1998 et 2001
- Vainqueur de la Coupe des Nations en 1995
- Champion d'Espagne en 2000, 2002 et 2003